# Ясський технічний університет імені Георге Асакі

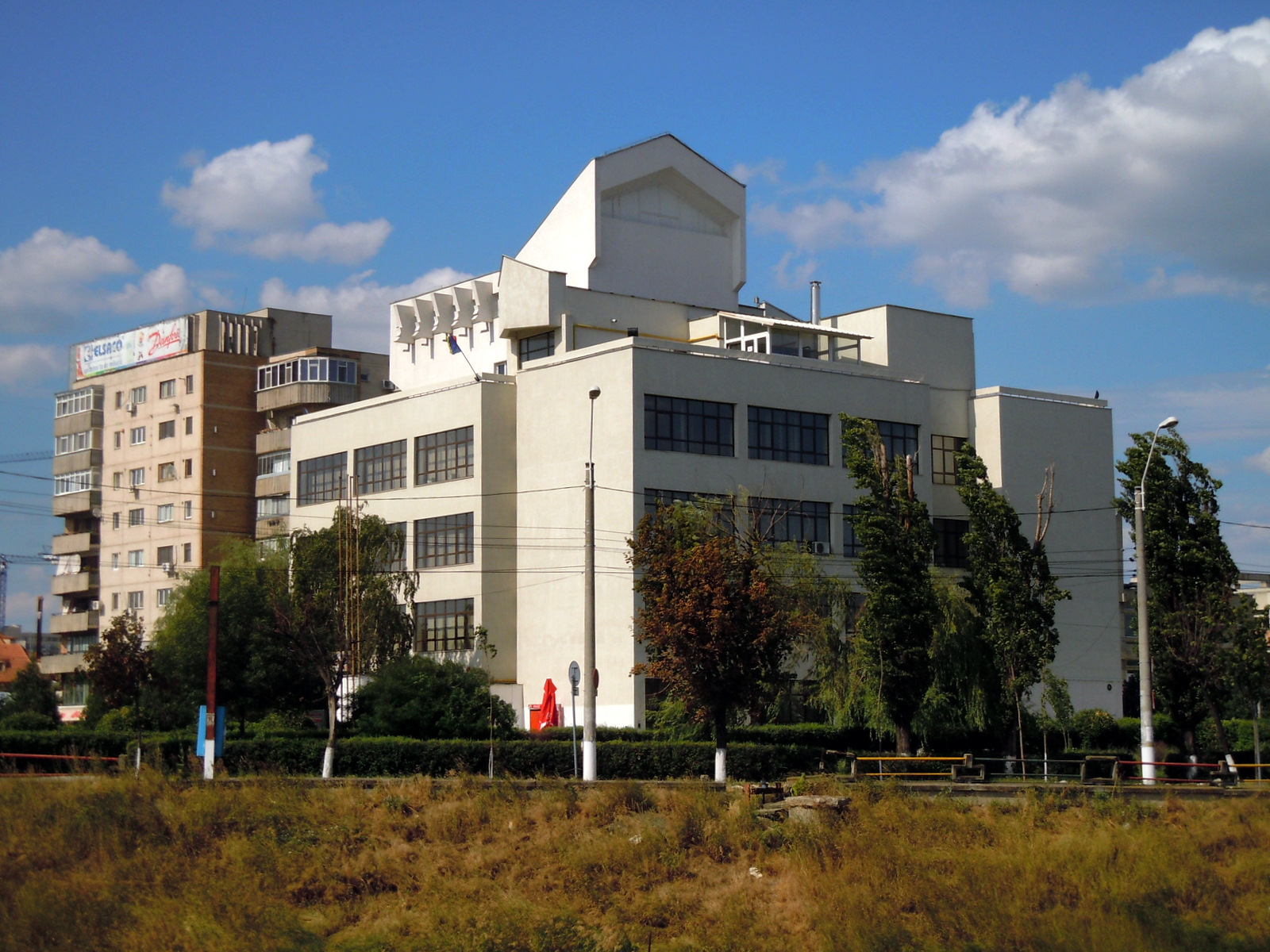
Факультет цивільного будівництва Університету

Ясський технічний університет ім. Георге Асакі (рум. Universitatea Tehnică Gheorghe Asachi din Iași) — державний вищий навчальний заклад, розташований в Яссах, Румунія. Один з найстаріших румунських технічних вузів.

## Історія
У 1813 році вчений Георге Асакі створив перший центр технічної освіти в Румунії — клас інженерів-землевпорядників, на основі якого пізніше була створена господарська академія (1835) і Ясський університет (1860).
У листопаді 1912 року тут було створено факультет наук, на якому вивчалися електротехнічні, прикладні хімічні і сільськогосподарські науки.
Закони Румунії про освіту 1932 1937 і 1938 років заохочували як еволюцію науки в країні, так і розвиток навчальних закладів, зокрема, Ясського університету на створення факультетів медицини і фармацевтики, науки, права, філософії та філології, а також сільського господарства. У 1933 році, підрозділ сільськогосподарської освіти, що входив до департаменту прикладних наук, перетворився в факультет сільськогосподарських наук. Дві інших гілки відділення (школа електротехніки та підрозділ технологічної хімії) були реорганізовані в 1937 році, утворюючи ґюполітехнічний інститут (Ясси), до якого через рік був приєднаний і факультет сільськогосподарських наук.
У 1948 році назва була змінена на Політехнічний інститут «Георге Асакі» в Яссах, а з 17 травня 1993 роки він став — Технічним університетом ім. Георге Асакі в Яссах.

## Структура
В даний час Технічний університет в Яссах має 11 факультетів і 3 відділення:
- Факультет архітектури ім. Кантакузіна
- Факультет автоматики та обчислювальної техніки
- Факультет хімічної технології та охорони навколишнього середовища
- Факультет цивільного будівництва і будівельних послуг
- Факультет електротехніки
- Факультет технології електроніки, телекомунікацій та інформаційних технологій
- Факультет гідротехнічної інженерії, геодезії та інженерної екології
- Факультет виробництва машин та промислового управління
- Факультет матеріалознавства та інженерії
- Механіко-машинобудівний факультет
- Факультет текстилю, шкіри і промислового управління
- Центр безперервної освіти і навчання
- Регіональний центр з підготовки кадрів для державного і приватного бізнес-адміністрування
- Департамент освіти і підготовки вчителів

Станом на 2009 рік в університеті навчалось 17 095 студентів.

## Відомі особистості
Штефан Прокопіу (1890—1972) — румунський фізик, педагог, професор (1926), доктор фізико-математичних наук (1924), дійсний член Румунської академії (1955).